# Butterfly World
Pour les articles homonymes, voir Butterfly.
Le Butterfly World était une attraction touristique en développement à la périphérie de St Albans en Hertfordshire au Royaume-Uni, dédié à la présentation et la promotion de l'apprentissage des papillons. Cette attraction a fermé de façon permanente en 2015.

## Origine
Le projet a été lancé par Clive Farrell en 2008 à la Royal Society de Londres. Farrell a obtenu plusieurs clients de grande envergure pour le régime, y compris les naturalistes Sir David Attenborough et le professeur David Bellamy, le jardinier Alan Titchmarsh, l'actrice Emilia Fox, et l'avocat et politicienne Helena Kennedy.

## Situation
Le site est adjacent aux Jardins de la Rose et de la construction qui est en cours depuis 2009. Quatre phases de développement sont prévues. Les architectes paysagistes de Terra Firma ont travaillé avec Farrell ainsi que l'artiste et concepteur de jardin Ivan Hicks et l'entreprise Chrysalis, architecte, directeur de projet.

## Ouverture et fermeture
Le site Butterfly World a été ouvert au public au printemps 2009. La construction aura coûté 27 millions de livres mais le site ferme en décembre 2015. En janvier 2016 un projet de sauvetage, Save Butterfly World, est lancé.